# Tabla larga

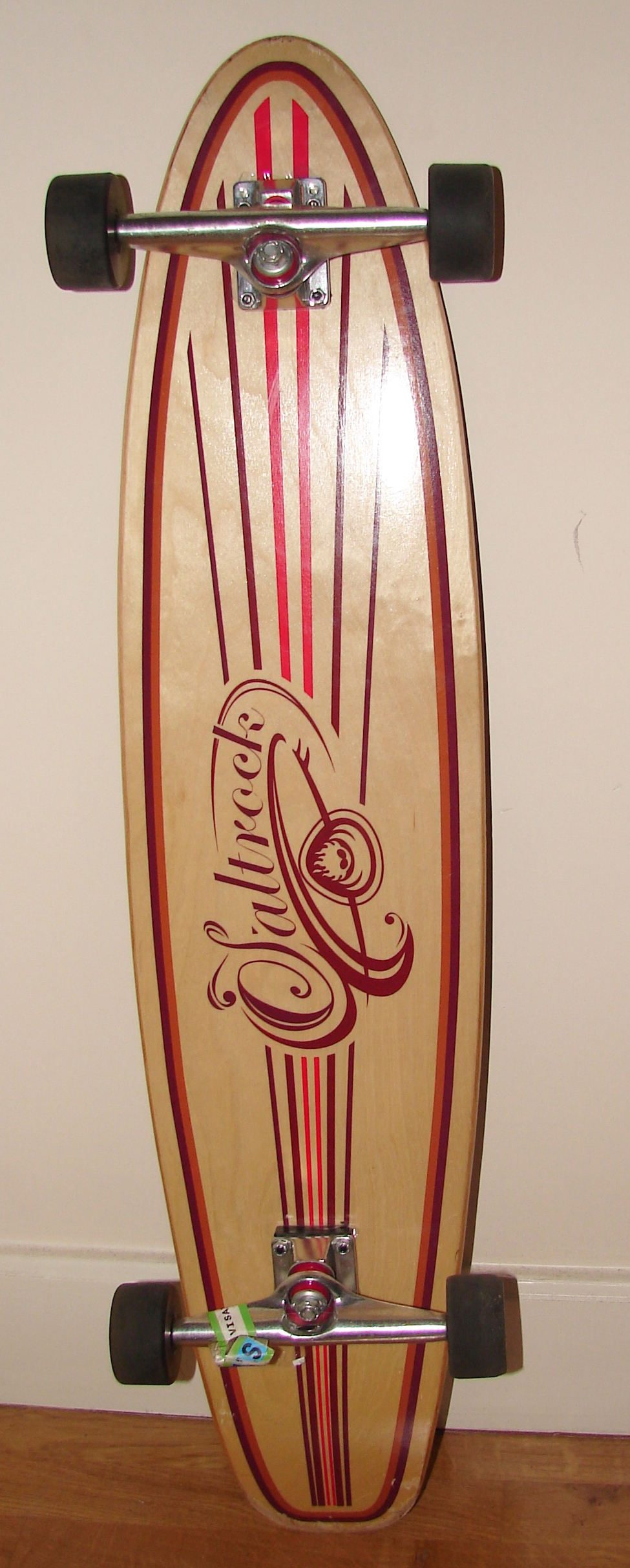
Longboard Cruiser

El longboard,  o tabla larga, es un deporte que surgió en los años 1960-1980, en el que se emplea una tabla larga (en inglés, longboard), con mayor longitud de lo habitual.
Los longboards se utilizan comúnmente para bajar cuestas, en carreras que se llevan a cabo en todo el mundo. Es muy importante al practicar longboard usar casco, rodilleras, coderas y guantes, ya que se pueden alcanzar velocidades cercanas a 100 km/h.[cita requerida]

## Dimensiones
Los longboard miden entre 70 y 200 cm de largo y entre 22 y 28 cm de ancho. de ancho. Las tablas tienen diversas formas como pintail, flat nose, drop through, drop deck y tablas con la misma forma del skateboard común.[cita requerida] Los pintails (cola angosta) permiten utilizar ruedas más grandes y ejes más anchos, que permiten un manejo similar al del surf. Los drop decks y drop through acercan la tabla al suelo para bajar el centro de gravedad dando estabilidad, y se utilizan para bajar cuestas a grandes velocidades. Las tablas de longitud media (95 a 125 cm.) son las más versátiles. El mayor peso y longitud del longboard lo hacen menos apropiado para saltos y trucos de skate, pero le da fluidez al tener más movimiento. También el longboard utiliza ruedas más grandes que el skateboard común, que le permiten mayor estabilidad y manejo en las irregularidades del pavimento. Su diseño permite curvas amplias o derrapes controlados, similares a los del surf y snowboard. Algunas marcas conocidas: Loaded, Landyachtz, Original, Bustin, Rayne, Omen, Sector9 y Goat.[cita requerida]

## Historia
Uno de los grupos que más han influenciado este deporte son los Z-Boys, un grupo de skaters californianos que dieron la vuelta al mundo en este deporte, en este equipo estuvieron personas como Jay Adams, Aram Tchopourian, Moisés Gómez Muñoz, Stacy Peralta, Tony Alva, El Pully, El Quique, entre otros. Los Z-Boys tenían su propio estilo al cual lo llamaron Dogtown ya que lo que ellos hacían no era solo bajar cuestas, sino que jugaban con las calles. Los Z-Boys han sido traspasados a la pantalla en Los amos de Dogtown, película dirigida por Catherine Hardwicke en 2005.

## Modalidades

### Carving-Freeride
Consiste en bajar por una pendiente derrapando ya sea por gusto o para poder entrar correctamente a una curva, en el freeride en principio se usan ruedas de dureza de 80a en adelante ya que al ser más duras las ruedas no se agarran tanto al asfalto, sin embargo eso no quiere decir que no se pueda derrapar y hacer freeride con llantas más suaves, en el freeride se pueden hacer derrapes de pie (stand up) o agachados con las manos en el suelo (gloveslide) para hacer esta modalidad se buscan longboards no muy grandes ni pesados, entre 34 y 40 pulgadas, (dependiendo de la altura de la persona), ya que al ser muy grandes los ejes están más separados lo que dificulta el derrape. 
El freeride se hace en pendientes ya que se necesita velocidad para poder derrapar las ruedas, dependiendo de la dureza, el diámetro, el labio de las ruedas... se podrá derrapar más fácilmente.

### Downhill

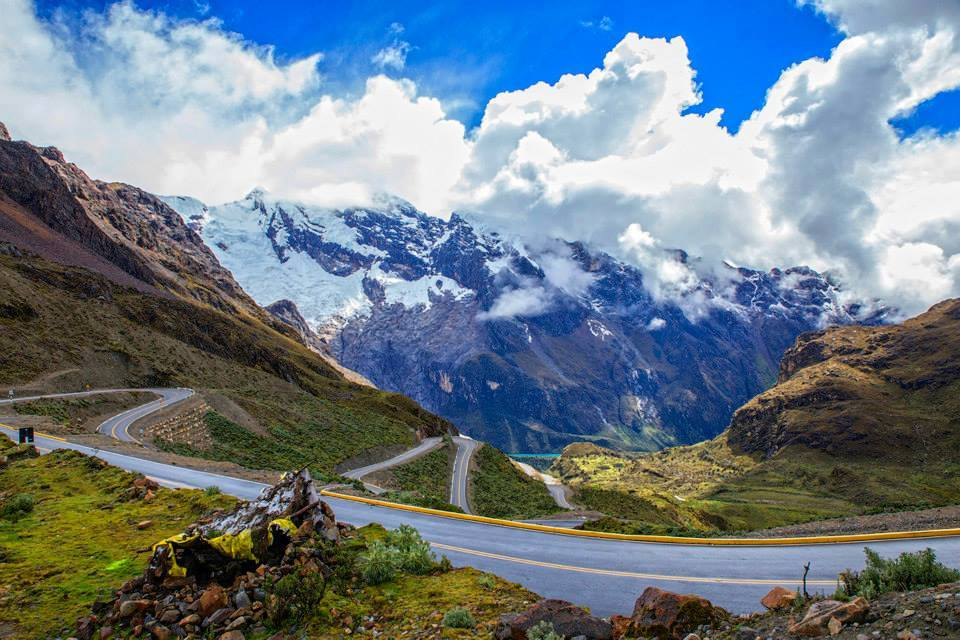
La Ruta de las Mil Curvas en Chacas, Áncash, Perú es sede del circuito mundial de Downhill

Se trata de bajar lo más rápidamente posible por carreteras muy inclinadas. Es una modalidad muy peligrosa, por lo que se utilizan protecciones que incluyen casco integral y mono de cuero, además de guantes para slide, pues esta técnica se utiliza para reducir la velocidad en la entrada de las curvas, otras veces también se hace "footbrake"(pie-freno) que es bajar el pie de la tabla para que friccione contra el pavimento y así perder velocidad antes de la curva. Las tablas idóneas son más pequeñas sin, con poca flexibilidad y un poco más anchas, los ejes, muchas veces se atornillan por encima de la tabla a través de un agujero practicado en la misma, para bajar el centro de gravedad del longboard, aunque este tipo de tablas denominadas "drop mount" o en su defecto drop trough"(las que cuentan con agujeros para insertar el truck) se están utilizando cada vez menos ya que muchos riders prefieren las "top mount"(el tipo de tabla que sitúa el truck por debajo sin agujeros ni drops para el mismo) debido a que se obtiene mayor control. Se usan ejes con una geometría que los haga estables, muchas veces de precisión, que significa que están tallados por una máquina CNC o de control numérico computarizado. Estos trucks entregan la mayor confianza posible a la hora de tomar curvas a gran velocidad, entre otras prestaciones. Es considerada la modalidad de mayor riesgo del longboard.

### Cruising
Se trata de simplemente ir de un sitio a otro, por diversión o como medio de transporte. En el segundo caso se suelen utilizar tablas de menores dimensiones para tomar curvas cerradas en esquinas y para poder entrar a los sitios con ella. Esta es la principal y única técnica usada en el caso de utilizar el longboard como medio de transporte. El crusing por lo menos no consiste tanto en trucos, u otras cosas.

### Freestyle
Consiste en hacer trucos del skateboard y otros propios de longboard.

### Eslalon
Al igual que en el esquí, consiste en carreras en pendiente en las que se deben esquivar conos colocados unos delante de otros lo más rápido posible.

### Pool
Es patinar en piscinas o bowls, al igual que en el Skate y Roller skating, subiendo y bajando por las paredes. 

### Dancing
Consiste en realizar trucos "bailando" sobre la tabla, andando sobre ella hacia delante y hacia atrás, subiendo y bajando en marcha, saltando, etc.

### Free Ride
Consiste en bajar una cuesta haciendo derrapes y trucos, con menos velocidad y recorridos más cortos que en el downhill. En esta técnica es recomendable el uso de ruedas más duras y labios redondeados.

## Maniobras y trucos

### Coleman slide (derrape Coleman)
Se trata de uno de los pilares básicos para controlar la velocidad de bajada en downhill, y es posible frenar de una forma efectiva a grandes velocidades, adquiriendo una posición aerodinámica y estable que permita disminuir la velocidad sin llegar a perder el control. Para ejecutar este derrape, el rider transfiere su peso hacia los dedos de sus pies, y se inclina hacia ese lado, y gira luego hacia el lado contrario, transfiriendo el peso hacia sus tobillos, agachándose mientras estira hacia el suelo el brazo que apunta hacia la bajada, posando su mano sobre el piso y transfiriendo una parte de su peso a esta, mientras empuja la tabla con la pierna de atrás, devolviendo posteriormente el derrape mediante un cambio de fuerza simultáneo entre la pierna de adelante y la de atrás, para lograr que las ruedas retomen el agarre y continúen desplazando. Algunas variantes pueden ser: 
- Sostener con la mano libre suavemente (sin halar) el borde externo de la tabla, un poco después del pie de atrás.
- Apoyar ambas manos en el piso al momento de hacer el derrape.
- Se podría decir que una variante del Coleman slide es el heelside predrift, que consiste en patear la tabla solamente unos pocos grados y/o por un período de tiempo corto (aproximadamente 1 segundo en el derrape). Este derrape es un poco más avanzado y difícil de ejecutar, debido a que requiere más control sobre la tabla y gran dominio del coleman slide. Generalmente, se usa en carreras, ya que permite reducir la cantidad de velocidad necesaria para tomar una curva cerrada sin perder mucha de la velocidad inicial, y además ayuda a corregir ligeramente la dirección a favor de la curva.

### Toeside slide
Este derrape, sin duda otros de los pilares básicos para controlar la velocidad de bajada en freeride, se realiza del lado opuesto al Coleman Slide. En este caso, el peso se transfiere hacia los tobillos y luego se gira agresivamente hacia el lado opuesto, transfiriendo el peso hacia los dedos de los pies e inclinándose hacia ese lado mientras se agacha y se estira hacia el suelo el brazo opuesto a la bajada, posando la mano y transfiriendo una parte de su peso a esta, procediendo a empujar la tabla con la punta de los dedos de la pierna de atrás, levantando la cintura simultáneamente. Se procede a devolver el derrape, haciendo un simultáneo cambio de fuerzas entre la pierna de adelante y la de atrás, ocasionando que las ruedas retomen el agarre y continúen desplazando. Este derrape tiene variantes similares al Coleman Slide: 
- Sostener con la mano libre suavemente (sin halar) el borde externo de la tabla, a nivel del pie que va adelante.
- Apoyar ambas manos en el piso al momento de hacer el derrape.
- Se podría decir que una variante del toeside slide es el heelside predrift, que consiste en patear la tabla solamente unos pocos grados y/o por un período de tiempo corto (aproximadamente 1 segundo en el derrape). Este derrape es un poco más avanzado y difícil de ejecutar (aún más que el heelside predrift), debido a que requiere más control sobre la tabla y gran dominio del toeside slide. Generalmente, se utiliza en carreras, ya que permite reducir la cantidad de velocidad necesaria para tomar una curva cerrada sin perder mucha de la velocidad inicial, y además ayuda a corregir ligeramente la dirección a favor de la curva.

### Stand up slides
Como su nombre en inglés lo indica (derrapes de pie o derrapes parado), son derrapes que se diferencian principalmente de los derrapes de downhill en que se realizan sin apoyarse con las manos, sino de pie o, como mucho, en cuclillas. Se utilizan principalmente en la modalidad de freeride, y suelen realizarse a velocidades menores que los derrapes de downhill o derrapes con guantes. Estos derrapes son más difíciles y peligrosos que los realizados en downhill; requieren más habilidad y equilibrio de parte del rider. En este tipo de derrapes, se encuentran las variaciones 'Heelside' y 'Toeside', y cada una de estas, a su vez, tiene variaciones:
- 180° slide (heelside y toeside): Al completar este slide, el rider finaliza en la posición contraria a su posición original (switch).
- Check Slides (heelside y toeside): Estos derrapes sirven para disminuir la velocidad al entrar o antes de entrar en una curva, y no suelen pasar de los 90° (la tabla queda perpendicular con respecto a la bajada, aunque deslizando en dirección a ésta).[cita requerida]